# Pevsko društvo Lira
Pevsko društvo Lira je slovenski moški koncertni zbor iz Kamnika.

## Zgodovina društva
Pevsko društvo Lira je najstarejši slovenski zbor. Ustanovljen je bil leta 1882 kot pevsko društvo z namenom, širiti in razvijati slovensko zborovstvo. V prvem odobju delovanja je zbor vodil Franc Stele. V tem obdobju je zbor z nastopi po domovini predvsem utrjeval narodno zavest. Leta 1920 je njeno vodstvo prevzel Ciril Vremšak in z njim dosegel razmeroma visoko raven, 1962 pa njegov sin skladatelj in pevec Samo Vremšak. Lira se uvršča med najpomembnejše slovenske zbore tako po programski usmeritvi kot po tradicionalnem in sodobnem repertoarju, pa tudi koncertnih izvedbah z veliko sugestivno izraznostjo. Mednarodno se je zbor prvič uveljavil na tekmovanju v Arezzu leta 1965. Do sedaj je Lira gostovala že v mnogih državah, višek pa je prav gotovo dosegela leta 2004 z nastopom v znameniti koncertni dvorani Royal Albert Hall v Londonu. 18. oktobra]] 2008, po štirih letih, se je Lira že drugič kot prvi evropski kontinentalni zbor udeležila festivala The London Welsh Male Voice Choir festivala v znameniti koncertni dvorani Royal Albert Hall,  kjer je pod taktirko prof. Andreja Missona uspešno nastopila z osemnajstimi pesmimi v angleškem in valižanskem jeziku.

## Odlikovanja in nagrade
Leta 2003 je društvo prejelo častni znak svobode Republike Slovenije z naslednjo utemeljitvijo: »kot najstarejšemu samostojnemu slovenskemu pevskemu društvu za zasluge na področju slovenskega zborovskega petja in prispevek k slovenski narodni zavednosti«.